# Poedergeelkorst
De poedergeelkorst (Candelariella reflexa) is een korstmos uit de familie Candelariaceae. Hij groei op de schors van bomen. Hij heeft een voorkeur voor de drogere, beschaduwde zijde van loofbomen, met name oude populieren en iepen. Soms kan deze soort ook op dakpannen en muurtjes voorkomen. De fotobiont is Chloroccocoide.

## Kenmerken
Het thallus is niet duidelijk begrensd en vormen vaak grote verticale stroken op laanbomen. De kleur kan variëren van geel tot geelgroen. Het bestaat uit kleine schubjes van minder dan 1 mm in diameter (meestal 0,1 tot 0,2 mm), die bepoederd lijken wanneer er soredia worden gevormd. Apothecia komen zeer zeldzaam voor. Indien aanwezig dan zijn deze 0,5 tot 1 mm in diameter.
De poedergeelkorst heeft geen kenmerkende kleurreacties die kunnen helpen bij determinatie.
De ascus heeft 16 tot 32 sporen. De ascosporen zijn cilindrisch-ellipsvormig tot ellipsvormig, recht of gebogen, hyaliene, aseptaat, gladwandig, zonder epispore, gelatineuze omhulling of aanhangsels en hebben de afmeting 9-13 (-15) × 3-6,5 μm.

## Verspreiding
De poedergeelkorst komt wereldwijd veel voor. In Nederland komt hij vrij algemeen voor. Hij staat is niet bedreigd en staat niet op de rode lijst. 